# Oleksandr Tymochenko
Pour les articles homonymes, voir Timochenko.
 (juillet 2019).
Si vous disposez d'ouvrages ou d'articles de référence ou si vous connaissez des sites web de qualité traitant du thème abordé ici, merci de compléter l'article en donnant les références utiles à sa vérifiabilité et en les liant à la section « Notes et références ».
Oleksandr Tymochenko, né le 11 juin 1960 à Dniepropetrovsk (RSS d'Ukraine, Union soviétique), est un homme d'affaires ukrainien. Il est depuis 1979 l'époux de la femme politique Ioulia Tymochenko.

## Biographie
Oleksandr Hennadiyovich Tymochenko est le fils d'un ancien responsable politique de la région de Dniepropetrovsk en RSS d'Ukraine.
Il épouse Ioulia Hrihian en 1979. Leur fille, Evguenia, naît l’année suivante, en 1980.
En 1988, Oleksandr Tymochenko et son épouse ouvrent une entreprise de service, un magasin de location de vidéos, lancé avec 5 000 roubles soviétiques qu'ils ont empruntés. Ils font dès lors fortune dans le monde des affaires.
Lorsque Ioulia Tymochenko est Première ministre, entre 2005 et 2010, il se montre très discret. Cependant, lorsque son épouse se présente à l'élection présidentielle de 2010, il la soutient et apparaît pour la première fois à ses côtés lors du vote pour le premier tour.
Avec sa fille, il soutient activement sa femme lorsque celle-ci est condamnée en 2011 à sept ans d'emprisonnement pour détournements de fonds. Il demande dans la foulée l'exil politique en République tchèque, mais retourne en Ukraine après la révolution de Maïdan, à l’issue de laquelle son épouse est libérée.